# Iarova
Iarova (en ukrainien : Ярова, en russe : Яровая, Iarovaïa) est une commune urbaine de l'est de l'Ukraine, dans l'oblast de Donetsk, dépendante du raïon de Kramatorsk. Elle était peuplée en 2019 de 1900 habitants.

## Géographie
La commune se situe au nord de la rivière Donets, à l'ouest et près de sa confluence avec la rivière Netryous, dans le bassin hydrographique du fleuve Don. Elle se trouve à 15 km au nord-ouest de la ville de Lyman, à 36 km au nord de celle de Kramatorsk, et à 118 km au nord de celle de Donetsk.